# 黄澗駅
黄澗駅（ファンガンえき）は、大韓民国忠清北道永同郡黄澗面にある、韓国鉄道公社（KORAIL）京釜線の駅。

## 駅構造
島式ホーム2面4線を有する地上駅。各ホームと駅舎とは構内踏切で連絡している。

### のりば
| 1・2 | 京釜線（下り） | 金泉・東大邱・密陽・釜山方面 |
| 3・4 | 京釜線（上り） | 大田・天安・水原・ソウル方面 |

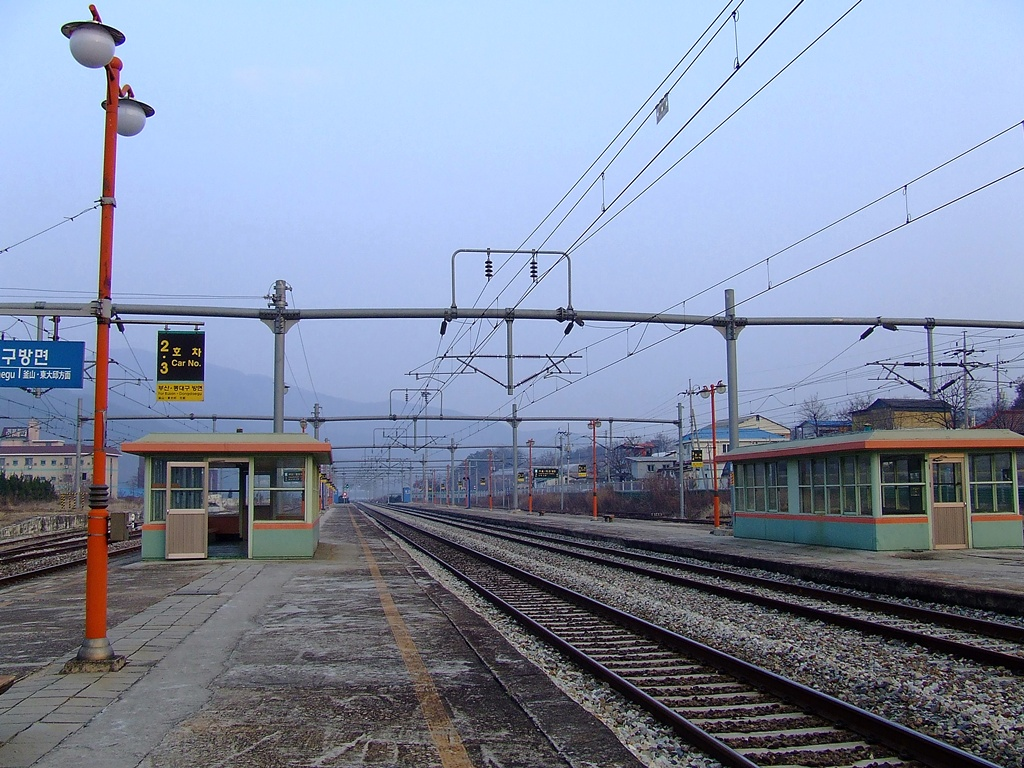
ホーム（2008年撮影）
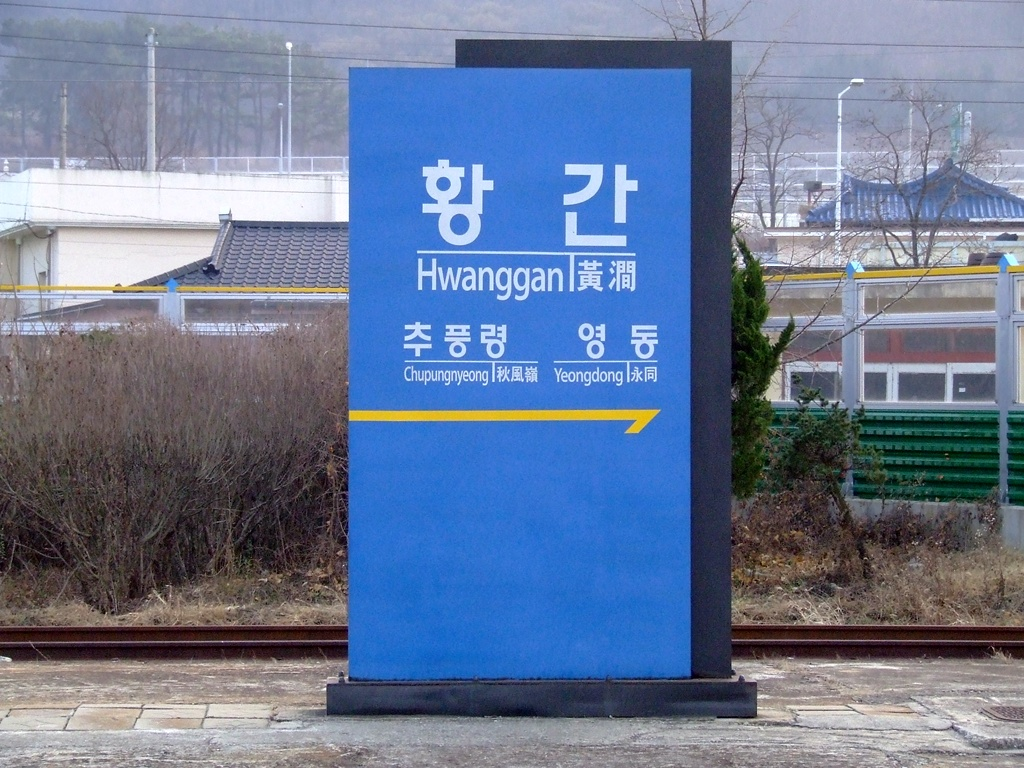
駅名標（2008年撮影）

## 利用状況
2010年度の1日平均乗車人員は92人、1日平均乗降人員は180人である。

## 駅周辺
- 黄澗市外バスターミナル
- 京釜高速道路 黄澗IC
- 黄澗面事務所
- 黄澗高等学校
- 黄澗中学校
- 黄澗初等学校

## 歴史
- 1905年1月1日 - 開業。
- 1950年6月30日 - 朝鮮戦争により駅舎焼失。
- 1956年12月30日 - 駅舎復旧。
- 1988年1月23日 - 駅舎新築。

## 隣の駅
韓国鉄道公社　
京釜線　
ITX-セマウル
通過
ムグンファ号
永同駅 - 黄澗駅 - 秋風嶺駅